# Деукалион
Деукалион (грч. Δευκαλίων) је у грчкој митологији био Прометејев и Клименин или Келенин син и Пирин муж.

## Митологија
Живео је у тесалској Фтији и када је Зевс одлучио да направи потоп на Земљи, по савету свог оца, Прометеја, направио је дрвени ковчег у који се склонио, заједно са својом супругом Пиром. Зевс је затворио северац и све друге ветрове који растерују кишу у Еолову пећину, а јужном ветру је наредио да стегне све мрачне облаке и из њих исцеди сву кишу. Посејдон је подигао огромне таласе на мору, а и позвао је све реке да се излију. Такође је зарио свој трозубац у земљу и одатле су потекле подземне воде. Читав свет се нашао под водом, а људе, који су покушали да пронађу спас на оближњим брдима је однела бујица. Једино је овој катастрофи одолевао Деукалионов ковчег, који је након девет дана стигао до највишег врха планине Парнас. Зевс је тада позвао северац да растера облаке, а Тритон, Посејдонов син, дувањем у шкољку је позвао реке да се врате у своја корита. Деукалион и Пира су изашли из ковчега, али су наишли на пусту и тиху земљу, која их је растужила. Зато су замолили богињу Темиду да им каже како да обнове људски род. Она им је рекла да покрију главе, развежу појасеве и да преко рамена, иза себе, бацају кости своје мајке. Дуго су размишљали о овим загонетним речима, док нису схватили да је њихова мајка заправо Земља, а њене кости — камење. Иако сумњичави, учинили су како им је Темида рекла и иза њихових леђа дешавало се чудо; бачено камење се размекшавало и мењало облик, претварајући се у људска бића. Камење које је бацао Деукалион се претварало у мушкарце. Као његове потомке Аполодор помиње Хелена, Амфиктиона и Протогенеју. Хесиод помиње Пандору и Тију, а Паусанија Орехтеја.

## Друге личности
- Син Миноја и Пасифаје или Крете, један од Аргонаута и ловаца на Калидонског вепра. Био је отац Идоменеја и Мола.[3]
- Син Хиперасија и Хипсо, Амфионов брат.[3]
- Хераклов син, кога је имао са Теспијевом кћерком.[3]
- Тројански јунак кога је убио Ахил.[3]